# Mary Tassugat
Mary Tassugat (nascida em 1918) é uma artista Inuit.
O seu trabalho encontra-se incluído nas colecções do Musée national des beaux-arts du Québec e da National Gallery of Canada.